# Mali na Letnich Igrzyskach Olimpijskich 1964
Mali na Letnich Igrzyskach Olimpijskich 1964 reprezentowało 2 zawodników (wszyscy mężczyźni). Reprezentanci Mali nie zdobyli żadnego medalu na tych igrzyskach.